# Dyschoriste paraguariensis
Dyschoriste paraguariensis är en akantusväxtart som beskrevs av Clarence Emmeren Kobuski. Dyschoriste paraguariensis ingår i släktet Dyschoriste och familjen akantusväxter. Inga underarter finns listade i Catalogue of Life.